# メドーン
メドーン（古希: Μέδων, Medōn）は、ギリシア神話の人物である。長母音を省略してメドンとも表記される。複数の人名が知られているが、その主なものは、
- 小アイアースの異母兄弟
- オデュッセウスの家臣
- ピュラデースの子

である。以下に説明する。

## 小アイアースの異母兄弟
このメドーンはロクリスのオプースの王オイレウスとレーネーの子で、小アイアースと異母兄弟。小アイアースの母エリオーピスの兄弟を殺したためロクリスを逃れ、テッサリアー地方のピュラケーに移住した。
トロイア戦争に参加したが、オリゾーンの武将ピロクテーテースが毒蛇、あるいはヘーラクレースの矢で癒えない傷を負い、レームノス島に置き去りにされたため、以後メドーンがオリゾーン勢を指揮した。トロイア軍がギリシア軍の防壁を破って攻め込んだときには、メドーンはポダルケースやボイオティア勢とともに戦った。しかしアポローンがトロイア軍の味方をし、アイギスを使ってギリシア軍を混乱させたときアイネイアースに討たれた。

## オデュッセウスの家臣
このメドーンはオデュッセウスの家臣である。トロイア戦争には参加せず、イタケー島に残っていたが、ペーネロペーの求婚者たちが館に居座るようになると彼らに従った。しかし求婚者の1人アンティノオスがテーレマコスの殺害を計画した際にはそのことを密かにペーネロペーに伝えた。
オデュッセウスが求婚者たちを殺したとき、メドーンは椅子の下で牛皮をかぶって隠れていたが、テーレマコスは幼い頃にメドーンによく世話をしてもらっていたのでオデュッセウスに助けるよう求めた。それを聞いたメドーンは椅子の下から出てきて命乞いをし、許された。

## ピュラデースの子
このメドーンはオレステースの友人ピュラデースとエーレクトラーの子で、ストロピオスと兄弟。一説にヘーラクレイダイのアリストデーモスを殺したという。

## その他のメドーン
- テュレーニア人の海賊の1人。ディオニューソスをさらってイルカに変えられた[9][10]。
- ケンタウロスの1人[11]。
- トローアス地方の都市キルラの大工。イーピアナッサとの間にメナルケース[12]とゼキスをもうけた[13]。息子たちはトロイア戦争でそれぞれネオプトレモスとテウクロスに討たれた。
- ドゥーリキオン出身のペーネロペーの求婚者の1人[14]。
- アテーナイ王コドロスの子で、ネイレウスと兄弟[15]。
- アルゴス王ケイソスの子。ヘーラクレースの6代目の子孫[16]。